# Haptičnost
Haptičnost je koordinacija liganda sa metalnim centrom putem neprekidne serije atoma. Haptičnost liganda se označava grčkim slovom 'eta', η, kome sledi superskriptni broj susednih atoma vezanih za metal (npr. η2 označava vezivanje liganda putem dva 2 susedna atoma). Generalno se η-notacija koristi jedino kad je više od jednog atoma koordinirano (u suprotnom se koristi κ-notacija).

## Istorija
Potreba za dodatnom nomenklaturom za organometalna jedinjenja je postala očevidna tokom sredine 1950-tih kad su Dunitz, Orgel, i Rič opisali strukturu "sendvič jedinjenja" ferocena primenom rendgerske kristalografije, u kome je atom gvožđa u "sendviču" između dva paralelna ciklopentadienilna prstena. Koton je kasnije objasnio da je termin haptičnost izveden iz prefiksa hapto (od grčkog haptein, učvrstiti) koji prethodi imenu olefina. Termin se obično primenjuje pri opisivanju liganda sa produženim π-sistemima, ili gde agostičko vezivanje nije očigledno iz formule.

### Istrorijski važna jedinjenja kod kojih su ligandi opisani putem haptičnosti
- Ferocen - bis(η5-ciklopentadienil)gvožđe
- Uranocen - bis(η8-1,3,5,7-ciklooktatetraen)uranijum
- - prvo sintetičko jedinjenje sa divodoničnim ligandom.[4][5]
- - Dikiseonični derivat koji se reverzibilno formira nakon oksigenacije Vaskinog kompleksa.

## Literatura
- Kubas, Gregory J. (2001). Metal Dihydrogen and σ-Bond Complexes - Structure, Theory, and Reactivity (1 изд.). New York: Kluwer Academic/Plenum Publishers. ISBN 978-0-306-46465-2. LCCN 00059283.